# Homestead (Floride)
Pour les articles homonymes, voir Homestead.
Homestead est une ville du comté de Miami-Dade, en Floride. La ville est bordée, à l'est par le parc national de Biscayne et à l'ouest par celui des Everglades.

## Histoire
La ville a été incorporée en 1913 et est la plus ancienne ville du comté après Miami.

## Géographie
Elle est située dans l'agglomération de Miami.

## Tourisme
- Le château de Corail, construit par Edward Leedskalnin se situe à Homestead.

## Démographie
| 1920  | 1930  | 1940  | 1950  | 1960  | 1970   |
| ----- | ----- | ----- | ----- | ----- | ------ |
| 1 307 | 2 319 | 3 154 | 4 573 | 9 152 | 13 674 |

| 1980   | 1990   | 2000   | 2010   | - | - |
| ------ | ------ | ------ | ------ | - | - |
| 20 668 | 26 866 | 31 909 | 60 512 | - | - |